# Fusillade de Jacarezinho
La fusillade de Jacarezinho est une fusillade survenue le 6 mai 2021 entre la police fédérale et des trafiquants de drogue à Rio de Janeiro, au Brésil, ayant fait au moins 29 morts. Le raid a eu lieu à Jacarezinho, à Rio de Janeiro, une favela remarquable pour son taux de criminalité élevé. Le raid a eu lieu vers 11 h du matin, heure locale, à la suite d'informations selon lesquelles un gang de la drogue local recrutait des enfants.
La fusillade a entraîné le nombre de morts le plus élevé jamais enregistré lors d'une descente de police dans l'État de Rio de Janeiro.

## Bilan humain et polémique
Selon la police, les 29 morts sont répartis 1 policier et de 28 trafiquants.
Et selon les médias, 3 civils sur les 28 étaient recherchés.